# 悪なき殺人
『悪なき殺人』（あくなきさつじん、Seules les bêtes）は2019年のフランス・ドイツのスリラー映画。
監督はドミニク・モル、出演はドゥニ・メノーシェとロール・カラミーなど。
原作はコラン・ニエルの小説『Seules les bêtes（映画の原題と同じタイトル）』。
吹雪の中で女性が失踪した事件をめぐって遠く離れた場所に住む人々の複数の視点で徐々に真実が明らかになっていく様を描いている。
2019年10月から11月にかけて開催された第32回東京国際映画祭のコンペティション部門に出品され、最優秀女優賞（ナディア・テレスツィエンキーヴィッツ）と観客賞を受賞した。
日本では第32回東京国際映画祭で『動物だけが知っている』のタイトルで上映された後、2021年12月3日から東京・新宿武蔵野館ほか全国で『悪なき殺人』のタイトルで順次公開予定。

## ストーリー
フランス中部のコース高原は牧場や荒れ地が広がる自然地帯である。酪農業を営むミシェルの妻アリスは家業とは別に共済組合の業務を請け負い、車で走り回っている。母親を亡くし一人暮らしになった羊農家のジョゼフに同情したアリスは、一方的に愛情を抱いて迫っている。だが、ジョゼフは常に上の空である。
コース高原に別荘を持つパリの女性エヴリーヌが道端に車を残して失踪する。警察が捜査するがエヴリーヌの行方は知れない。
アリスはジョゼフの家に押しかけて追い返される。夫のミシェルはジョゼフとの仲に気づいているようだが怒りもせず、急に出かけたり行動が怪しい。怪我をして帰って来た翌朝、ついにミシェルは車を道端に乗り捨てて失踪する。アリスは自分の浮気が原因でミシェルがジョゼフと喧嘩をして怪我をし、失踪したのだと考える。
実は、ジョゼフの家には行方不明のエヴリーヌの遺体が隠されていた。夜中に誰かが置いて行ったものだが、孤独を愛する性癖ゆえに物言わぬエヴリーヌを愛したジョゼフは、遺体と添い寝することに至福の安堵感を覚えていた。しかし、アリスが勝手に立ち入るので自宅は安全ではない。荒野の奥の深い岩の亀裂までエヴリーヌを運んだジョゼフは、遺体を投げ入れ、続いて自分も身を投げる。
パリでウエイトレスとして働く若いマリオンは同性愛者で、店の客のエヴリーヌと一夜を共にする。エヴリーヌを忘れられず、少ない手掛かりを手繰って、マリオンはコース高原の別荘まで追って来る。冷めた仲とはいえ夫のある身のエヴリーヌは、マリオンを疎ましく思い、帰りの旅費を渡して関係を断つ。エヴリーヌが失踪したのは、マリオンとの別れ話の帰り道だった。
アリスの夫のミシェルは、隠れてネットで女を漁り、アマンディーヌという金髪の若い娘とのチャットに夢中になっていた。しかし、アマンディーヌの正体は元フランス領だった西アフリカ・コートジボワールの貧しい若者アルマンだった。アルマンが適当にネットで拾った金髪美女の写真や動画を信じたミシェルは、アマンディーヌの望むままにヘソクリをはたいて送金する。その金で仲間に大盤振る舞いをしたアルマンは子持ちの美女モニークに高価なプレゼントをする。モニークは、出張でコートジボワールに定期的にやってくるフランス人男性の愛人だが、その幼い娘はアルマンの実子だった。
コース高原で金髪のマリオンを見かけたミシェルは、アマンディーヌが自分を訪ねて来たと思い込む。マリオンが宿泊するトレーラーハウスにやって来たミシェルは、マリオンがエヴリーヌとの別れ話で揉めるさまを目撃し、エヴリーヌがアマンディーヌを苦しめる敵と思い込んで車で追う。道端でエヴリーヌの車を停めさせたミシェルは、彼女の首を締めて殺すと、遺体をジョゼフの家の前に捨てて帰る。そしてマリオンに熱烈に迫るが、激しく拒絶されて怪我をし、追い払われる。
アルマンはコートジボワールの警察に逮捕される。警察からの連絡でネット詐欺だと知ったミシェルは残りの持ち金を掻き集め、妻には何も言わずにコートジボワールに飛ぶ。アルマンを探し出して首を締めたが、途中で手を緩めたミシェルは、笑って再び女の子とのチャットを始める。
改心して真面目に働き出したアルマンに別れを告げたモニークは、愛人とのフランス行きを決断する。モニーク母子を連れて行ったのは亡きエヴリーヌの夫で、その行き先はコース高原の別荘だった。

## キャスト
- ミシェル・ファランジュ: ドゥニ・メノーシェ - フランス山中の寒村で農場を経営する男。
- アリス・ファランジュ: ロール・カラミー（フランス語版） - ミシェルの妻。夫と農場経営。
- エヴリーヌ・デュカ: ヴァレリア・ブルーニ・テデスキ - 富豪の妻。雪嵐の夜に失踪。
- ジョゼフ・ボンフィーユ: ダミアン・ボナール - 孤独に暮らしている無口な農夫。アリスの愛人。
- セドリック・ヴィジエ: バスティアン・ブイヨン（フランス語版） - 警官。
- アルマン: ギィ・ロジェ・ンドゥラン - コートジボワール最大の都市アビジャンの若者。
- マリオン: ナディア・テレスキウィッツ（フランス語版） - パリのレストランで働く若い女性。エヴリーヌと関係を持つ。
- モニーク: マリー・ヴィクトワール・アミエ - アルマンの恋人。
- アリスの父: フレッド・ユリス
- 協同組合の販売員: コラン・ニエル（フランス語版）

## 製作
ドゥニ・メノーシェはジョゼフ役でのオファーに対して脚本を読んだ上でミシェル役を希望した。
フランスから南アフリカまでと広範囲に及ぶ撮影は、雪に覆われたフランスの農場の撮影を優先し、南アフリカのシーンが最後のロケとなった。

## 作品の評価

### 映画批評家によるレビュー
アロシネによれば、フランスのメディアによる評価は平均して5点満点中3.7点である。フランスの映画雑誌「Première」は5点満点中2点を付けた上で「『羅生門』のような構成の『ハリーの災難』の“シリアス”版」と表現している。
Rotten Tomatoesによれば、批評家の一致した見解は「巧みな演出と熟練したアンサンブルが『悪なき殺人』の知的で魅力的なミステリーをさらに高めている。」であり、58件の評論のうち高評価は93%にあたる54件で、平均点は10点満点中7.5点となっている。
Metacriticによれば、13件の評論のうち、高評価は10件、賛否混在は3件、低評価はなく、平均点は100点満点中69点となっている。

### 受賞歴
第32回東京国際映画祭のコンペティション部門に出品され、最優秀女優賞（ナディア・テレスツィエンキーヴィッツ）と観客賞を受賞。